# Titularbistum Thabraca
Das Bistum Thabraca (italienisch diocesi di Tabraca, lateinisch Dioecesis Thabracensis) ist ein Titularbistum der römisch-katholischen Kirche.
Es geht zurück auf ein früheres Bistum der gleichnamigen antiken Stadt (heute Tabarka) in der römischen Provinz Zeugitana bzw. Africa proconsularis im heutigen nördlichen Tunesien. Das Bistum gehörte der Kirchenprovinz Karthago an.
| Titularbischöfe von Thabraca |                                       | |                    |                    |
| Nr.                          | Name                                  | Amt | von                | bis                |
| 1                            | Pierre Brigot MEP                     | Apostolischer Koadjutorvikar von Siam Apostolischer Vikar von Siam (Thailand) Apostolischer Superior von Verapoly (Indien) | 22. Januar 1755    | 8. November 1791   |
| 2                            | Hl. Gabriel Taurin Dufresse MEP       | Apostolischer Koadjutorvikar von Sichuan Apostolischer Vikar von Sichuan (China)                                           | 24. Juli 1798      | 14. September 1815 |
| 3                            | Rémi Gaulin                           | Koadjutorbischof von Kingston (Kanada)                                                                                     | 10. Mai 1833       | 14. Januar 1840    |
| 4                            | Bernardino di Milia OFMCap            | Apostolischer Delegat in die Dominikanische Republik, Haiti und Venezuela                                                  | 27. März 1884      | 4. Juni 1891       |
| 5                            | Antonin Guillermain MAfr              | Apostolischer Vikar von Nord Victoria Nyanza (Uganda)                                                                      | 22. Januar 1895    | 14. Juli 1896      |
| 6                            | Henri Streicher MAfr                  | Apostolischer Vikar von Nord Victoria Nyanza (Uganda)                                                                      | 1. Februar 1897    | 2. Juni 1933       |
| 7                            | Auguste-Joseph-Marie Cogneau          | Weihbischof in Quimper-Léon (Frankreich)                                                                                   | 23. Juni 1933      | 12. April 1952     |
| 8                            | Georges Kettel CICM                   | Apostolischer Vikar von Kabinda (Angola)                                                                                   | 24. März 1953      | 10. November 1959  |
| 9                            | Quintino Carlo Bertamo Olwell CP      | Prälat von Marbel (Philippinen)                                                                                            | 19. Januar 1961    | 30. Januar 1972    |
| 10                           | Antônio Agostinho Marochi             | Weihbischof in Londrina (Brasilien)                                                                                        | 27. September 1973 | 2. Februar 1976    |
| 11                           | Sebastian Acol Dalis                  | Weihbischof in Montagnosa (Philippinen)                                                                                    | 18. November 1987  | 27. Oktober 2004   |
| 12                           | Pedro Joaquin Hernández Cantarero CMF | Apostolischer Vikar von Darién (Panama)                                                                                    | 12. Februar 2005   |                    |